# Консепсьйон (вулкан)
Консепсьйо́н (ісп. Concepción) — один із двох вулканів (разом з Мадерас), що формують острів Ометепе, який розташований на озері Нікарагуа в однойменній країні Центральної Америки. Висота вулкана, за даними Global Volcanism Program, становить 1700 м.
Консепсьйон — діючий стратовулкан, який утворює північно-західну частину острова Ометепе. Починаючи з 1883 року, Консепсьйон вивергався принаймні 25 разів; його останнє виверження зафіксовано 9 березня 2010 року. Виверження Консепсьйона характеризуються повторюваними вибухами середнього розміру. Активні фумароли наявні саме на півночі від найвищого кратера Консепсьйона.

## Галерея

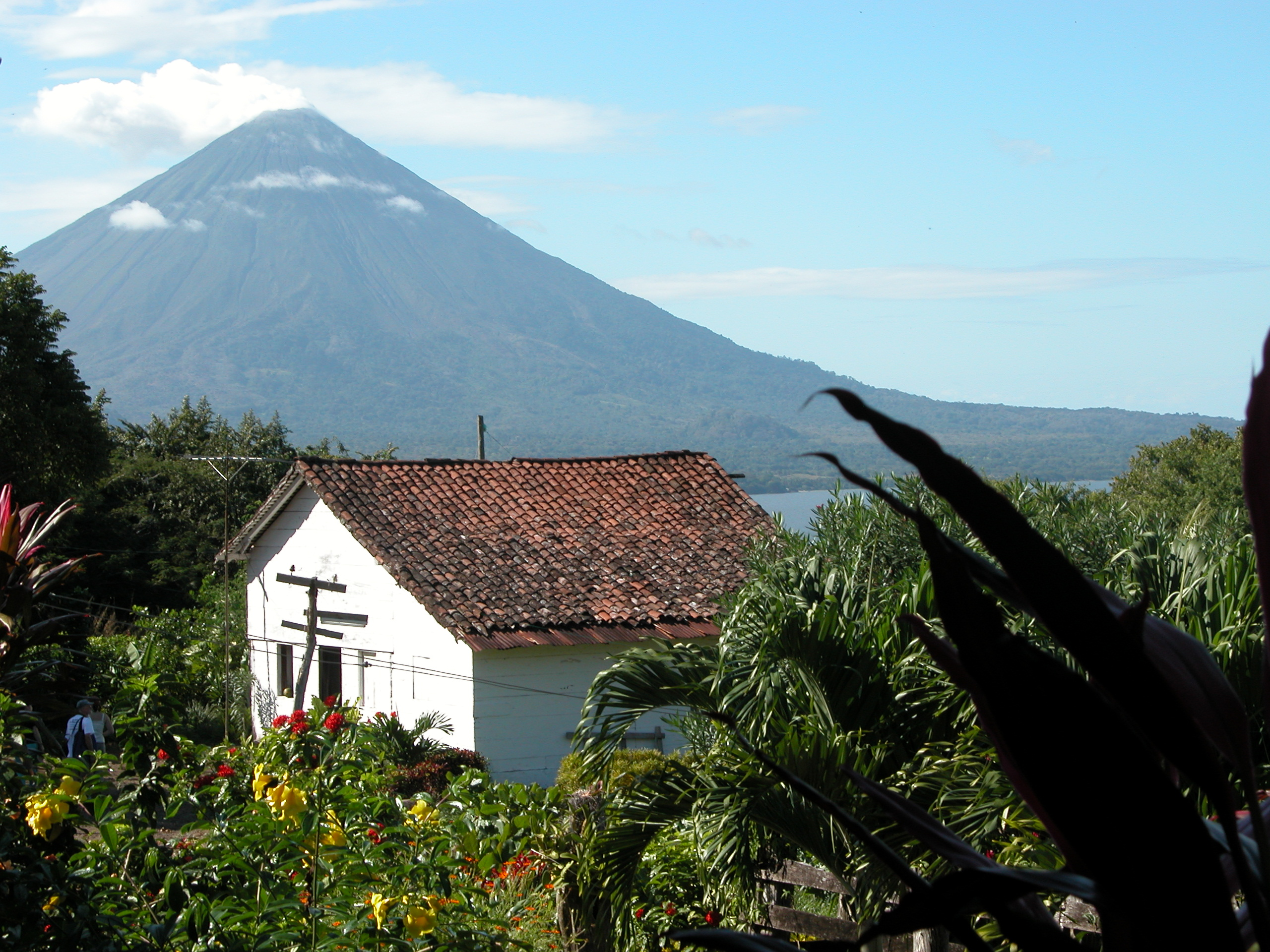
Вигляд на вулкан через садибу
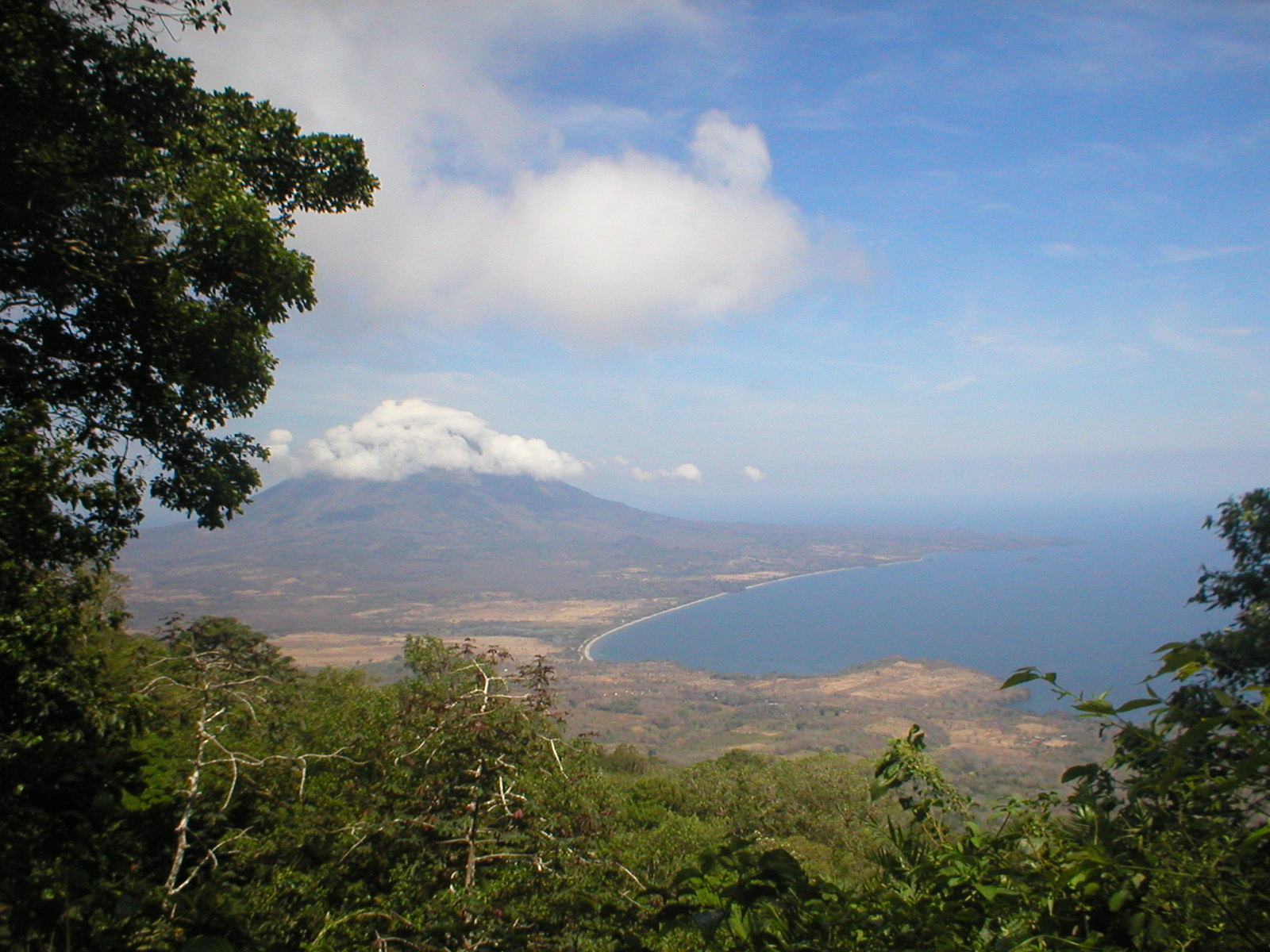
Вулкан на відстані
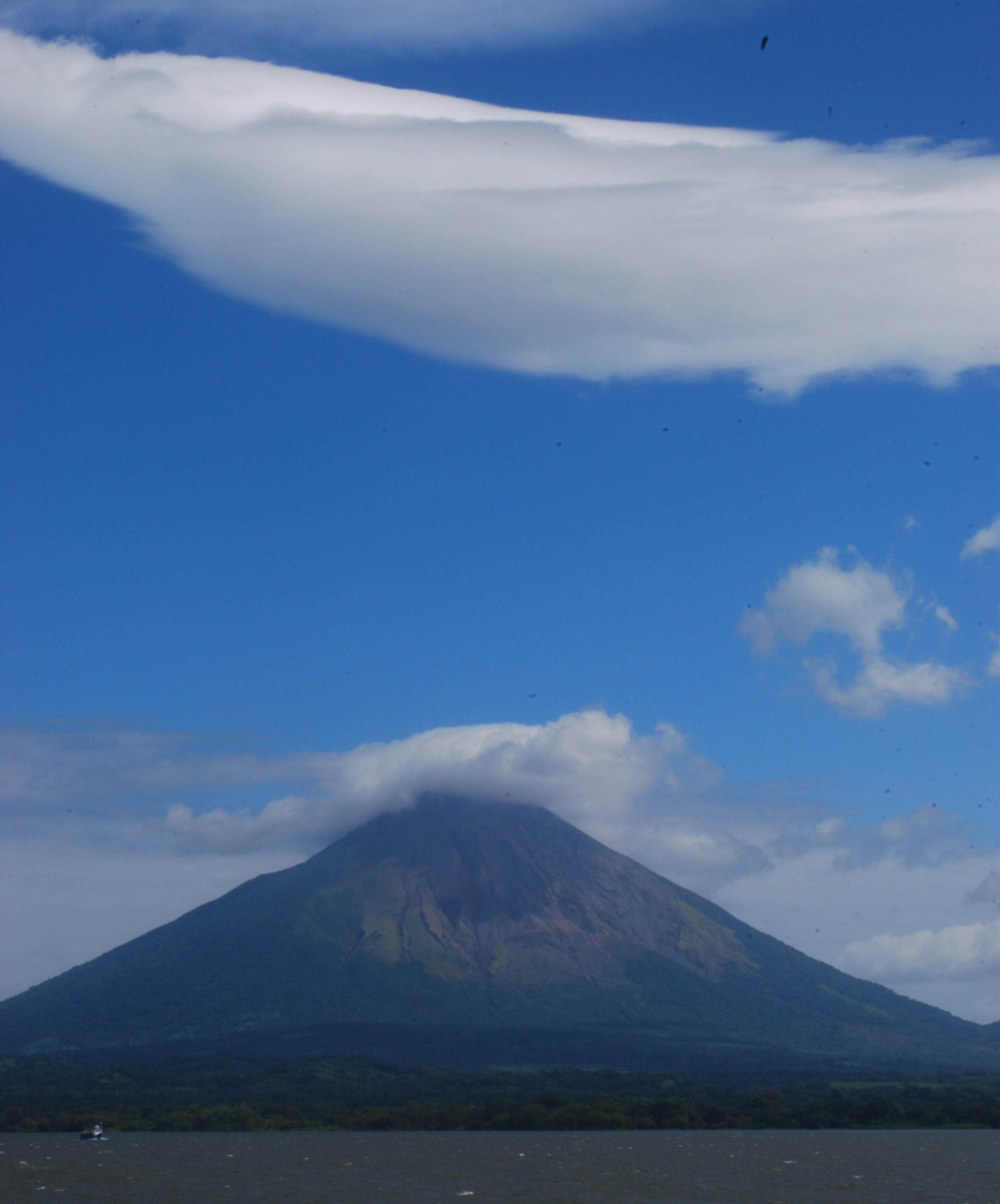
Вигляд з озера Нікарагуа
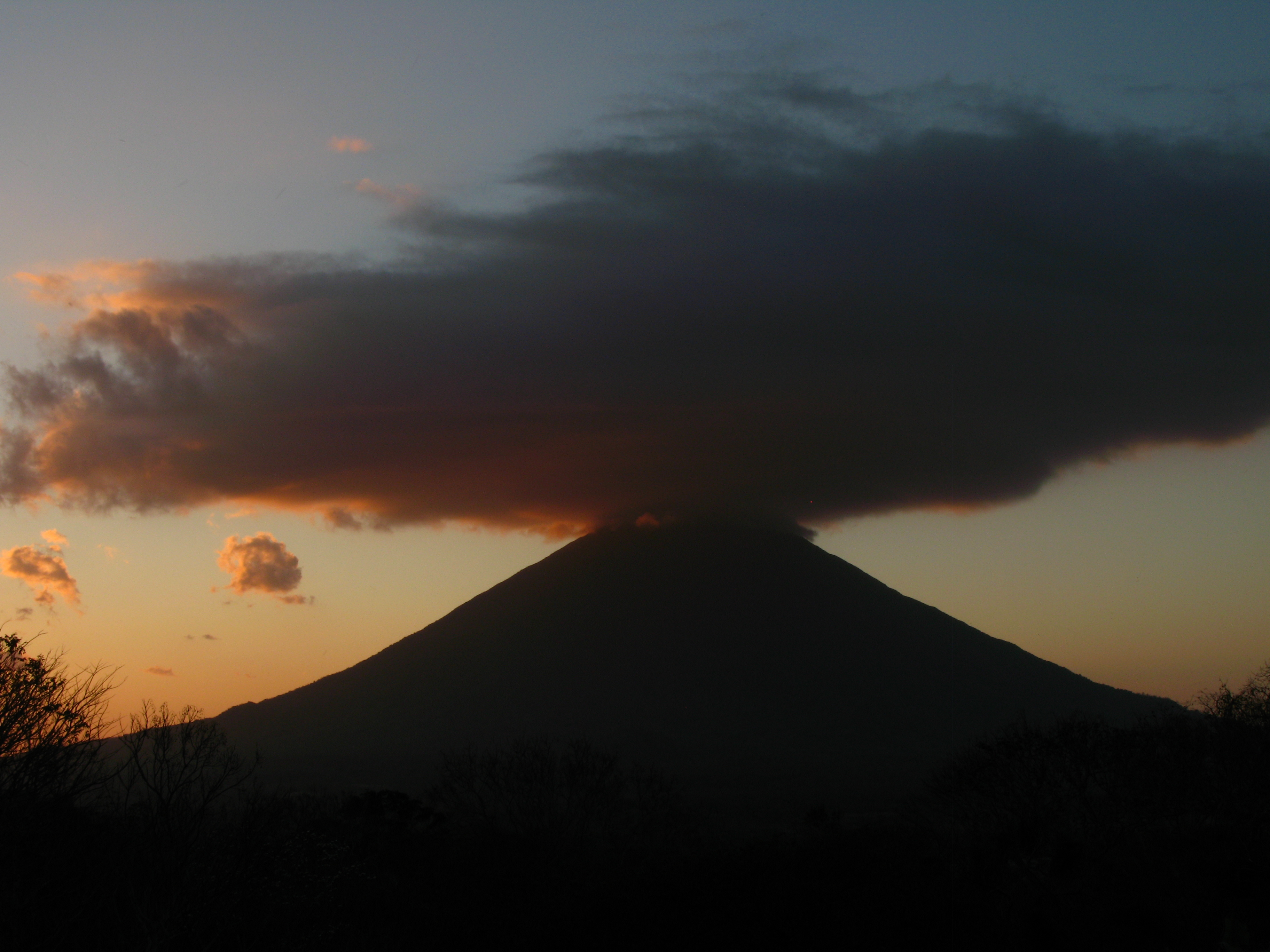